# 赤卫队 (匈牙利)
赤卫队（匈牙利語：Vörös Őrség）是匈牙利苏维埃共和国的执法组织。它是根据1919年3月26日的法令成立的，承担宪兵、警察、边境警卫和财政检查的职能。领导人是拉科西·马提亚什。该组织不仅由退役军人和忠诚的工人共产党员组成，还包括曾经的警察和宪兵。苏维埃政府利用赤卫队加强无产阶级专政，镇压农民叛乱、路德维希学院叛乱，并实施“红色恐怖”政策。部分赤卫队被并入红军。在1919年8月初匈牙利苏维埃共和国瓦解后，许多匈牙利赤卫队成员在“白色恐怖”中丧生，或逃亡至苏俄，加入苏联红军，继续在俄国内战前线作战。